# Philippe Martinez
Pour les articles homonymes, voir Philippe Martinez (homonymie) et Martinez.
Philippe Martinez, né le 1er avril 1961 à Suresnes, est un technicien métallurgiste et syndicaliste français, secrétaire général de la Confédération générale du travail (CGT) du 3 février 2015 au 31 mars 2023.
Philippe Martinez est arrivé comme technicien de la métallurgie dans les usines Renault de Boulogne-Billancourt, en 1982, avant d’être muté au centre de recherche sur les moteurs de Rueil-Malmaison. Il est élu en 2008 à la tête de la Fédération des travailleurs de la métallurgie de la CGT, puis en 2015 secrétaire général de la confédération syndicale.

## Biographie

### Enfance et jeunesse
Son père, né à la Plaine Saint-Denis en France, a combattu dans les Brigades internationales lors de la guerre civile espagnole en 1936,,. Sa mère est originaire de Santander dans le nord de l'Espagne,.
Il suit sa scolarité à Rueil-Malmaison dans la banlieue ouest de Paris. Son engagement politique commence dès le lycée : il s'inscrit aux Jeunesses communistes, puis au Parti communiste français,,.

### Carrière professionnelle
Technicien de la métallurgie, il travaille à partir de 1982 aux usines Renault de Boulogne-Billancourt, puis est muté au centre de recherche sur les moteurs de Rueil-Malmaison.
Syndiqué depuis 1984, il devient délégué central CGT de Renault.
Il quitte le Parti communiste en 2002, sur fond de désaccord avec Robert Hue, qui souhaitait supprimer les sections de ce parti politique au sein des entreprises.
En 2008, il est élu secrétaire général de la Fédération des travailleurs de la métallurgie (FTM-CGT) de la Confédération générale du travail (CGT), la troisième plus grande fédération du syndicat avec 60 000 adhérents. À ce poste, il négocie avec le patronat face aux restructurations de la filière automobile, montrant une capacité à dialoguer en canalisant les éléments les plus radicaux de son syndicat.
En 2013, il est élu membre de la commission exécutive de la CGT.

### Secrétaire général de la CGT
Pressenti en janvier 2015 pour succéder à Thierry Lepaon, et jusque-là peu connu du grand public, son équipe aurait été jugée trop proche de la sortante mais obtient 57,5 % des suffrages du Comité confédéral national (il faut les deux tiers pour être élu) notamment grâce à sa compagne, Nathalie Gamiochipi, qui lui apporte les voix de la fédération CGT de la santé qu'elle dirige alors, tandis qu'elle était mandatée pour voter contre,,. Il est élu secrétaire général de la CGT le 3 février 2015 par le Comité confédéral national de cette organisation syndicale avec 93,4 % des voix, confirmé au congrès de Marseille en avril 2016, après avoir rencontré durant un an à travers la France les sections locales pour asseoir sa popularité.
Incarnant la base et une ligne radicale, il est, selon Le Figaro et Libération, ouvert au dialogue social et attaché à la stratégie traditionnelle du syndicat,. Cependant, le journal Les Échos souligne que, n'étant plus membre du Parti communiste (depuis 2002), il est « le premier secrétaire général de la CGT [dans ce cas] depuis 1946 », ce qui marque « une étape de plus dans la distanciation entre les deux organisations », bien qu'il ne soit pas devenu favorable à la social-démocratie,. Il est aussi le premier technicien, et non ouvrier, à la tête de la centrale.

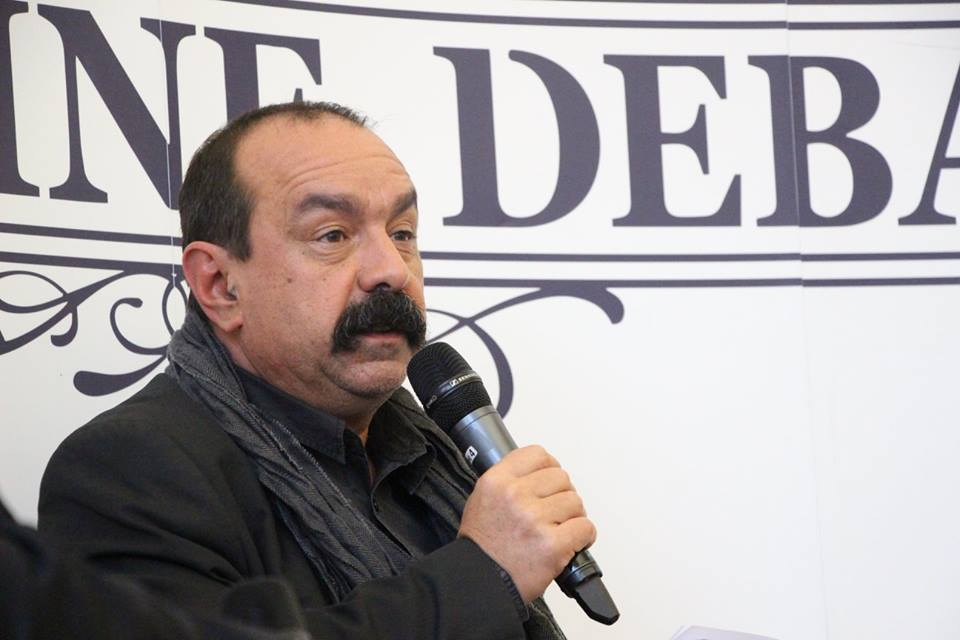
Philippe Martinez en 2017, lors d'une conférence à l'université Paris-Dauphine.

Pour tenir compte du poids grandissant de la gauche radicale dans le syndicat, il adopte rapidement une ligne de lutte contre le patronat et le libéralisme économique, en particulier contre le gouvernement Valls en demandant le retrait du projet de « loi Travail » dont la CGT devient le premier opposant. Aux manifestations, s'ajoutent des blocages de raffineries, des grèves à répétition dans les transports et l'arrêt de centrales nucléaires, menaçant la bonne tenue de l'Euro de football en France. La Filpac-CGT (Fédération des travailleurs des industries du livre, du papier et de la communication) impose à l'ensemble des quotidiens nationaux, pour paraître le 26 mai 2016, de publier une tribune de Philippe Martinez intitulée « La modernité, c’est le progrès social, pas la loi travail ! »,. Seul L'Humanité la publie et la Filpac vote une grève visant à empêcher la publication des quotidiens nationaux ayant refusé de le faire, provoquant de vives critiques, au nom de la liberté de la presse, de la part des directeurs des quotidiens nationaux, du syndicat de la presse quotidienne nationale (SPQN),,.
Face aux divisions internes et à l'effritement du poids de la centrale dans les élections des délégués du personnel, cette position contestataire permettrait également d'unifier les militants et de tirer profit du mécontentement des électeurs de gauche vis-à-vis du gouvernement socialiste.
Il est réélu à la tête de la CGT à l'occasion de son 51e congrès, en avril 2016.
Sous sa présidence, en mars 2017, la CGT passe du premier au deuxième syndicat du secteur privé, derrière la CFDT. Elle reste cependant premier syndicat dans les TPE et dans la fonction publique, ce qui fait d'elle la première organisation de l’ensemble du salariat.
Sous sa direction la CGT organise une grève de 36 jours dans le premier semestre 2018 contre les plans de réforme de la SNCF du gouvernement.
En mai 2019, il est réélu secrétaire général de la CGT à l’issue de son 52e congrès à Dijon. Alors que la CGT est passée derrière la CFDT durant son mandat, Philippe Martinez est seul candidat à sa succession. Il obtient sur son nom le suffrage de 90,65 % des délégués votant.
Début 2020, après la parution de plusieurs articles de presse fustigeant la CGT, il dénonce un « CGT-bashing »,.
En mai 2022, Philippe Martinez annonce son intention de passer la main lors du prochain congrès de la CGT de mars 2023 à Clermont-Ferrand. Il suggère dans le même temps que Marie Buisson, secrétaire générale de la Ferc-CGT, lui succède. Cependant, contre toute attente, c'est Sophie Binet qui est élue secrétaire générale du syndicat.
Après avoir présidé la CGT durant huit ans et n'ayant pas suffisamment de trimestres cotisés pour faire valoir ses droits à la retraite, il retourne travailler chez son employeur, le constructeur d'automobiles Renault. Six mois plus tard, il liquide sa retraite.

## Prises de position
Élu secrétaire général de la CGT, Philippe Martinez propose de généraliser le passage aux 32 heures de travail par semaine pour permettre la création de quatre millions d’emplois,,. Il milite également pour un smic à 1 800 euros bruts mensuels, la retraite à 60 ans, et s’oppose au versement de dividendes aux actionnaires.
Dans l'entre-deux-tours de l'élection présidentielle de 2017 qui oppose Emmanuel Macron à Marine Le Pen, il déclare souhaiter « que Macron fasse le score le plus haut possible » contre la candidate du Front national, allant au-delà de la position de sa centrale.
Il s'est à plusieurs reprises exprimé en faveur de l'accueil des migrants affirmant notamment en janvier 2018 qu'il était du « devoir » de la France de « les accueillir tous » et jugeant « scandaleuse » la différence établie par le gouvernement entre les réfugiés d'un côté et les migrants économiques de l'autre.

## Vie privée
Il partage la vie de Nathalie Gamiochipi, ancienne secrétaire générale de la CGT Santé, deuxième fédération de la CGT avec près de 75 000 adhérents.